# Harpobittacus nigratus
Harpobittacus nigratus is een schorpioenvliegachtige uit de familie van de hangvliegen (Bittacidae). De wetenschappelijke naam van de soort is voor het eerst geldig gepubliceerd door Navás in 1932.
De soort komt voor in Australië.